# Кочетков, Кирилл Савельевич
Кирилл Савельевич Кочетков (16 июня 1923 года — 26 февраля 1998 года) — участник Великой Отечественной войны, полный кавалер Ордена Славы (1987).

## Биография
Родился 16 июня 1923 года в деревне Починок Крутых ныне Семеновского района Нижегородской области в крестьянской семье. В 1935 году окончил 4 класса, затем работал в колхозе, с 1939 года работал токарем по дереву Яндовской промартели Семёновского района.
В 1942 году был призван в РККА Семёновским районным военкоматом Горьковской области, с июня 1932 года находился на фронтах Великой Отечественной войны.
21 августа 1944 года гвардии сержант Кочетков, будучи пулемётчиком моторизованного батальона автоматчиков 60-й гвардейской танковой бригады 8-го гвардейского танкового корпуса 1-го Белорусского фронта, в боях за населённый пункт Хрусьцеле-Нове в 25 км к северо-востоку от Варшавы подавил огневую точку противника, подбил автомобиль и истребил несколько вражеских солдат. 21 сентября 1944 года награждён орденом Славы 3 степени.
12 сентября 1944 года в бою у населённого пункта Королювки в 4 км к северо-востоку от Варшавы, будучи командиром пулемётного отделения того же батальона, метко вёл огонь из пулемёта по контратакующему врагу, уничтожив около взвода солдат и подавив огонь вражеского пулемёта. 5 октября 1944 года награждён орденом Славы 3 степени, указом Президиума Верховного Совета СССР от 31 октября 1987 года перенаграждён орденом Славы 1 степени, став полным кавалером ордена Славы.
С 28 по 31 января 1945 года, будучи командиром пулемётного расчёта моторизованного батальона автоматчиков тех же бригады и корпуса 2-го Белорусского фронта в бою у населённого пункта Розенау в 10 км к юго-западу от города Вормдитт (ныне г. Орнета, Польша) из пулемёта уничтожил более 20 вражеских солдат, чем способствовал отражению контратак противника. 23 апреля 1945 года награждён орденом Славы 2 степени.
Демобилизован в феврале 1946 года в звании старшего сержанта гвардии. После демобилизации жил в городе Семёнов Горьковской области, работал лесорубом в Семёновском леспромхозе, художником хохломской росписи Горьковского художественного фонда.
Умер 26 февраля 1998 года.